# Johann Baptist Pitschaft
Johann Baptist Pitschaft  (* 3. März 1786 in Mainz; † 12. August 1870 in München), mitunter irrig Pittschaft, war ein hessischer Richter und liberaler Politiker. 1848 war er Mitglied des Frankfurter Vorparlaments. Er ist nicht zu verwechseln mit seinem Bruder, dem Arzt und Amtsphysikus in Baden Johann Jakob Adolf Pitschaft (1783–1848).<--! Normdaten: Johann August Pitschaft -->

## Leben
Johann Baptist Pitschaft (dem mitunter auch die Vornamen seines älteren Bruders Jakob Adolf zugeschrieben werden) war ein Sohn des kurmainzerischen Hofkammerrates Georg Joseph Pitschaft (um 1747–1810) und dessen Ehefrau Kunigunde, geborene Fritsch. Er wurde katholisch getauft und besuchte das Mainzer Gymnasium.
Pitschaft studierte von 1803 bis 1807 in Aschaffenburg, Würzburg und Heidelberg Rechtswissenschaften, unter anderem bei den Professoren Gottlieb Hufeland und Anton Friedrich Justus Thibaut. Um seine Aussichten auf eine Anstellung in der Franzosenzeit zu verbessern, schloss er von 1807 bis 1811 ein Studium in Paris an. Beim Examen erhielt er in Anerkennung seiner Leistung von allen Prüfern weiße Kugeln. In Paris leistete er auch seinen Praktikum (stage) ab und plädierte vor dem Tribunal erster Instanz.
Am 11. April 1811 ließ er gemeinsam mit seinen Brüdern die Bildersammlung seines verstorbenen Vaters in Paris versteigern. Nach seiner Rückkehr nach Deutschland heiratete Pitschaft am 5. Februar 1812 Maria Magdalena, geb. Umpfenbach (* 26. November 1793 in Mainz; † 25. Mai 1865 ebenda).
1814 wurde er Substitut des Staatsprokurators beim Tribunal des Arrondissements de Spire (Speyer) in Zweibrücken. Eine Beförderung an das Bezirksgericht in Zweibrücken lehnte Pitschaft ab und wurde 1816 Generaladvokat beim obersten Gerichtshof der rheinhessischen Provinz in Mainz. 1818 wurde er Gerichtsrat; 1827 Vizepräsident und 1840 Präsident des Obergerichtshofs und damit Chef der Magistratur der Provinz Rheinhessen. In dieser Eigenschaft leitete er den Dombau, regelte die Verhältnisse der jüdischen Gemeinde und vertrat gegenüber der Bundesversammlung erfolgreich die Interessen des 1781 gegründeten Stiftungsfonds der Mainzer Universität, auf dessen Liegenschaften ein großer Teil der Bundestruppen stationiert waren.
Von 1829 bis 1830 gehörte er der Zweiten Kammer der Landstände des Großherzogtums Hessen an. Er wurde für den Wahlbezirk Stadt Worms gewählt. 1848 war er Deputierter für Mainz im Frankfurter Vorparlament und stimmte in der zweiten Sitzung für dessen Permanenz. Hier lieferte er unter anderem einen Redebeitrag zur Bestimmung des Wahlalters für die Frankfurter Nationalversammlung.
Pitschaft war Mitglied des Mainzer Gemeinderats und der Liedertafel.  1823 gehörte er zu den 21 Gründungsmitgliedern des Mainzer Vereins für Literatur und Kunst, dessen Vorsitz er fünf Jahre innehatte. Von 1831 bis 1837 amtierte er als Präsident der Kommission zur Errichtung eines Denkmals für Johannes Gensfleisch, genannt Gutenberg, den Erfinder des modernen Buchdrucks, gewann dafür durch Vermittlung von Eduard Heuss den Bildhauer Bertel Thorvaldsen und hielt bei der Enthüllung die Festrede.
1864 erlitt er einen Schlaganfall und war seitdem halbseitig gelähmt. 1866 zog er nach München um, wo er auch verstarb. Er wurde in Mainz an der Seite seiner Ehefrau beigesetzt.

## Ehrungen
- Für seine Sendschrift An die hohe Bundesversammlung erhielt er von der Universität Gießen 1836 die Ehrendoktorwürde.
- Am 29. Dezember 1839 erhielt Pitschaft das Ritterkreuz 1. Klasse des Großherzoglich Hessischen Ludwigsordens.

## Schriften
- De condictione indebiti, Paris 1811.
- Du contrat de société. Paris 1811.
- Aufruf, um das herannahende Säcularfest der Buchdruckerkunst durch Errichtung eines Monuments zu Ehren ihres Erfinders Joh. Gensfleisch zu Gutenberg würdig zu feiern. Kupferberg, Mainz 1832.
- An die hohe Bundesversammlung. Ehrerbietigste Reclamation respective Sach- und Rechtsausführung in Folge des Beschlusses der Hohen Bundesversammlung vom 10. Dezember 1835, [zu Frankfurt a. M.] von Seite der Verwaltung des Mainzer Universitäts- und Studienfonds, betreffend: die Befriedigung der Entschädigungsforderung an den Durchlauchtigsten Deutschen Bund, als Inhaber der in der Stadt Mainz gelegenen Universitätshäuser, genannt das Stadt-Viertel... Kupferberg, Mainz 1835.
- Ehrerbietigste Reclamation respective Sach- und Rechtsausführung in Folge des Beschlusses der Hohen Bundesversammlung vom 10. Dezember 1835, von Seite der Verwaltung des Mainzer Universitäts- und Studienfonds... Als Manuscript gedruckt, Kupferberg, Mainz 1836.
- Brief an Eduard von Heuss (1832). In: Alfred Börckel: Mainzer Geschichtsbilder. Skizzen denkwürdiger Personen und Ereignisse von 1816 bis zur Gegenwart. v. Zabern, Mainz 1890, S. 93 (Web-Ressource).
- Ansprachen zur Enthüllung des Mainzer Gutenberg-Denkmals, in: Gedenkbuch an die festlichen Tage der Inauguration des Gutenberg-Denkmals am 13., 14., 15. und 16. August 1837. Nebst den Acten den Acten, die Entstehung desselben betreffend, und einer kurzen Lebensbeschreibung Gutenbergs. F. Kupferberg, Mainz 1837, S. 11 ff. (Web-Ressource); 189–194 (Web-Ressource); dass. in Joseph Kehrein (Hrsg.) Sammlung deutscher Musterreden zum Gebrauche bei dem rethorischen Unterrichte in Gymnasien und höheren Bildungsanstalten so wie zur Selbstbelehrung Heft 2, Evler, Mainz 1844; Oskar Ludwig Bernhard Wolff (Hrsg.): Handbuch deutscher Beredsamkeit, enthaltrend eine Uebersicht zur Geschichte und Theorie der Redekunst, zugleich mit einer vollständigen Sammlung deutscher Reden jedes Zeitalters und jeder Gattung. Zusammengestellt und herausgegeben mit besonderer Rücksicht auf höhere Schulen und Selbststudium. Zweiter Theil: Die weltliche Beredsamkeit. Carl B. Lorck, Leipzig 1846, S. 533–540 (Web-Ressource).
- Festrede zur Feier des hundertjährigen Geburtstages Friedrich’s von Schiller. Skizze des Lebens und künstlerischen Wirkens des Dichters, verfaßt von dem Präsidenten des Mainzer Kunst- und Literatur-Vereins; vorgetragen von Herrn Gustav Laddey, Mitglied dieses Vereins, am zweiten Festtage, 11. November 1859. beim „großen Festconcerte“ in dem festlich geschmückten, zum Concertsaale eingerichteten Schauspielhause zu Mainz. G. Fabersche Buchhandlung, Mainz 1859 (Web-Ressource).